# Anthrax nigerrimus
Anthrax nigerrimus är en tvåvingeart som beskrevs av Mario Bezzi 1924. Anthrax nigerrimus ingår i släktet Anthrax och familjen svävflugor. Inga underarter finns listade i Catalogue of Life.